# Kaş
Kaş – miasto w Turcji, w prowincji Antalya. W 2017 roku liczyło 8320 mieszkańców.